# Christine Gerg
Christine Gerg (ur. 11 czerwca 1977 r.) – niemiecka narciarka, specjalistka narciarstwa dowolnego. Jej najlepszym wynikiem na mistrzostwach świata jest 17. miejsce w jeździe po muldach podwójnych podczas mistrzostw w Meiringen i mistrzostw w Whistler. Nie startowała na igrzyskach olimpijskich. Najlepsze wyniki w Pucharze Świata osiągnęła w sezonie 2001/2002, kiedy to w klasyfikacji jazdy po muldach podwójnych wywalczyła małą kryształową kulę.

## Sukcesy

### Mistrzostwa Świata
| Miejsce | Dzień       | Rok  | Miejscowość | Konkurencja      | Zwycięzca      |
| ------- | ----------- | ---- | ----------- | ---------------- | -------------- |
| 14.     | 10 marca    | 1999 | Meiringen   | Jazda po muldach | Ann Battelle   |
| 17.     | 14 marca    | 1999 | Meiringen   | Muldy podwójne   | Sandra Schmitt |
| 25.     | 19 stycznia | 2001 | Whistler    | Jazda po muldach | Kari Traa      |
| 17.     | 21 stycznia | 2001 | Whistler    | Muldy podwójne   | Kari Traa      |

### Puchar Świata

#### Miejsca w klasyfikacji generalnej
- 1997/1998 – 106.
- 1998/1999 – 36.
- 1999/2000 – 37.
- 2000/2001 – 69.
- 2001/2002 – -

#### Miejsca na podium
1. Steamboat Springs – 15 grudnia 2001 (Muldy podwójne) – 1. miejsce